# Acanthodactylus
Acanthodactylus (гребнепала ящірка) — рід ящірок родини ящіркових (Lacertidae). Представники цього роду мешкають переважно в Північній Африці, включно з Сахарою, та у Західній і Південній Азії. Види Acanthodactylus boueti і Acanthodactylus guineensis мешкають в Західній і Центральній Африці, а Acanthodactylus erythrurus — в Європі, на Піренейському півострові.

## Опис
Довжина гребнепалих ящірок коливається від 18 до 20 см, іноді до 25 см. Вони мають струнке тіло і тонкий хвіст. Забарвлення шкіри залежить від середовища проживання. зазвичай сіре, коричневе або оливкове. Нижня частина тіла має піщане забарвлення, хвіст часто яскравий, червоний або оранжевий. Характерною рисою представників цього виду є наявність на пальцях своєрідних "гребінців", які формують щость на кшталт "бахроми", яка дозволяє ящіркам швидко пересуватися, ніби ковзаючи по піску.
Гребнепалі ящірки віддбають перевагу пустелям, напівпустелям та іншим сухим, піщаним місцевостям, слабо порослим рослинністю. Ховаються у власних норах, а також у норах гризунів. Живляться комахами та іншими безхребетними. Відкладають яйця, в кладці від 3 до 7 яєць.

## Види
Рід Acanthodactylus нараховує 45 видів:
- Acanthodactylus aegyptius S. Baha El Din, 2007
- Acanthodactylus ahmaddisii Y. Werner, 2004
- Acanthodactylus arabicus Boulenger, 1918
- Acanthodactylus aureus Günther, 1903
- Acanthodactylus bedriagai Lataste, 1881
- Acanthodactylus beershebensis Moravec et al., 1999
- Acanthodactylus blanci Doumergue, 1901
- Acanthodactylus blanfordii Boulenger, 1918
- Acanthodactylus boskianus (Daudin, 1802)
- Acanthodactylus boueti Chabanaud, 1917
- Acanthodactylus busacki Salvador, 1982
- Acanthodactylus cantoris Günther, 1864
- Acanthodactylus dumerilii (Milne-Edwards, 1829)
- Acanthodactylus erythrurus (Schinz, 1833)
- Acanthodactylus felicis Arnold, 1980
- Acanthodactylus gongrorhynchatus Leviton & S.C. Anderson, 1967
- Acanthodactylus grandis Boulenger, 1909
- Acanthodactylus guineensis (Boulenger, 1887)
- Acanthodactylus haasi Leviton & S.C. Anderson, 1967
- Acanthodactylus hardyi Haas, 1957
- Acanthodactylus harranensis Baran et al., 2005
- Acanthodactylus ilgazi Kurnaz & Şahin, 2021
- Acanthodactylus khamirensis Heidari et al., 2013
- Acanthodactylus lacrymae Miralles et al., 2020[5]
- Acanthodactylus longipes Boulenger, 1918
- Acanthodactylus maculatus (Gray, 1838)
- Acanthodactylus margaritae Tamar, Geniez, Brito, & Crochet, 2017
- Acanthodactylus masirae Arnold, 1980
- Acanthodactylus micropholis Blanford, 1874
- Acanthodactylus montanus Miralles et al., 2020[5]
- Acanthodactylus nilsoni Rastegar-Pouyani, 1998
- Acanthodactylus opheodurus Arnold, 1980
- Acanthodactylus orientalis Angel, 1936
- Acanthodactylus pardalis (Lichtenstein, 1823)
- Acanthodactylus robustus F. Werner, 1929
- Acanthodactylus savignyi (Audouin, 1809)
- Acanthodactylus schmidti Haas, 1957
- Acanthodactylus schreiberi Boulenger, 1878
- Acanthodactylus scutellatus (Audouin, 1827)
- Acanthodactylus spinicauda Doumergue, 1901
- Acanthodactylus taghitensis Geniez & Foucart, 1995
- Acanthodactylus tilburyi Arnold, 1986
- Acanthodactylus tristrami (Günther, 1864)
- Acanthodactylus yemenicus Salvador, 1982
- Acanthodactylus zagrosicus Mozaffari, Mohammadi, Saberi-Pirooz & Ahmadzadeh, 2021

## Етимологія
Наукова назва роду Acanthodactylus походить від сполучення слів дав.-гр. ακανθα — шип і δακτυλος — палець.